# Azuga
Azuga é uma cidade da Roménia com 6.119 habitantes, localizada no judeţ (distrito) de Prahova.